# Anna Sforza
Ana Maria Sforza (21 de julho de 1476 – 30 de novembro de 1497) foi Princesa Hereditária de Ferrara como primeira esposa de Afonso I d'Este, futuro Duque de Ferrara. Ela foi a segunda filha legítima de Galeazzo Maria Sforza, Duque de Milão, e sua segunda esposa, Bona de Saboia.

## Vida
Nascida em Milão, ela foi a segunda filha e última criança legítima de Galeazzo Maria Sforza, Duque de Milão, por sua segunda esposa, Bona de Saboia. Os avós paternos de Ana foram Francisco I Sforza e Bianca Maria Visconti, e os maternos foram Luís, Duque de Saboia e Ana de Lusignan de Chipre, em homenagem a quem ela foi nomeada. Ela tinha dois irmãos mais velhos: Gian Galeazzo Sforza e Hermes Maria Sforza, Marquês de Tortona, e uma irmã, Bianca Maria Sforza, segunda esposa do Maximiliano I, Sacro Imperador Romano.
Quando Ana era uma criança, seu pai foi assassinado dentro da Igreja de Santo Estêvão em Milão em 26 de dezembro de 1476, que era o Dia da Festa de São Estêvão. Ele foi esfaqueado até a morte por três altos funcionários da corte milanesa.
Em 1477, Ana foi formalmente prometida a Afonso I d'Este, o herdeiro de Ercole I d'Este, Duque de Ferrara. Seu casamento com o Príncipe Afonso d'Este ocorreu quatorze anos depois, em 12 de janeiro de 1491, em meio a banquetes, recepções e representações teatrais. No entanto, dizia-se que o casamento era infeliz. Algumas fontes fizeram alegações sugerindo que Ana se sentia atraída por mulheres, sugerindo que Ana era "não feminina" (talvez até se vestindo com roupas masculinas), preferia a companhia de mulheres e se recusava a consumar seu casamento com sexo; além disso, foi mencionado o profundo apego de Ana a uma jovem negra que fazia parte de seu séquito. 
A suposta infelicidade do casamento, no entanto, também pode ter sido devido à reputação bem conhecida de Afonso por casos extraconjugais. Apenas após seis anos de casamento, Ana engravidou, mas morreu no parto; enquanto algumas fontes relataram que seu filho, um menino, morreu imediatamente após ser batizado; outras, disseram que ele sobreviveu e foi nomeado Alexandre, morrendo em 1514 aos 17 anos. Ela foi enterrada no mosteiro de São Vito, do qual Ana era benfeitora. Seu marido não pôde participar de seu funeral porque na época seu rosto estava desfigurado como consequência da sífilis. Sua morte marcou o fim do vínculo entre as famílias Sforza e Este. Afonso se casou novamente, com Lucrécia Bórgia, em 1502.